# Basketbalový klub Nová huť Ostrava
Il B.K. Nová huť Ostrava, meglio conosciuto come N.H. Ostrava, è una società cestistica avente sede a Ostrava, nella Repubblica Ceca. Fondata nel 1952 come Sokol Ostrava, nel 1991 ha assunto la denominazione attuale. Gioca nel campionato ceco.